# Institut der Europäischen Union für Sicherheitsstudien
Das Institut der Europäischen Union für Sicherheitsstudien (englisch EU Institute for Security Studies; EUISS, französisch Institut d'études de sécurité de l'Union européenne) ist die Denkfabrik der EU im Bereich der Außenpolitik. Es wurde 2002 im Rahmen der Gemeinsamen Außen- und Sicherheitspolitik der Union (GASP) eingerichtet, um eine EU-weite Sicherheitskultur zu fördern, zur Entwicklung und Planung der GASP beizutragen und die strategische Debatte in Europa zu bereichern. Der Sitz des Instituts ist in Paris, seit 2012 unterhält es ein Verbindungsbüro in Brüssel.
Das EUISS als autonome Agentur der Europäischen Union ist in seiner intellektuellen Kapazität vollkommen unabhängig. Der Forschungsbereich des Instituts erstreckt sich über die gesamte EU-Außenpolitik mit einem besonderen Fokus auf sicherheitspolitische Fragen. Durch die Organisation von regelmäßigen Seminaren und Konferenzen bietet das EUISS eine einzigartige Diskussionsplattform für die EU-Institutionen, Politik und europäische wie auch internationale Denkfabriken. Das Institut erstellt Analysen für das Politische und Sicherheitspolitische Komitee (PSK) und die  Hohe Vertreterin der Europäischen Union für die Außen- und Sicherheitspolitik/Vizepräsidentin der Europäischen Kommission.
Es sind etwa 40 Mitarbeiter tätig. Direktor ist Gustav Lindstrom. Stellvertreterin ist Florence Gaub.

## Geschichte
Das EUISS wurde durch die Gemeinsame Aktion 2001/554/GASP des Rates begründet und ersetzt das Institut für Sicherheitsstudien der Westeuropäischen Union. Das EUISS nahm am 1. Januar 2002 die Arbeit auf.

## Trainees
Das Institut stellt regelmäßig Stellen für Trainees in Paris und Brüssel zur Verfügung. Voraussetzungen für die Besetzung einer Stelle sind die Staatsbürgerschaft in einem EU-Land und das Beherrschen zweier EU-Sprachen.

## Die Group of Personalities
Das Institut arbeitet eng mit Personen aus der Rüstungsindustrie und ihr zuarbeitenden Universitätsangehörigen zusammen, im Rahmen einer "Group of personalities", GoP, als einem Beratungsgremium. Sie sind für ihre jeweiligen Auftraggeber für die Beschaffung von Militärgütern in der EU aktiv. Die Gruppe ist formal der "EU-Kommissarin für Binnenmarkt, Industrie, Unternehmertum und kleine und mittlere Unternehmen", Elżbieta Bieńkowska, zugeordnet und hat im Februar 2016 erste "Empfehlungen" publiziert. Der Einfluss von einschlägigen Wirtschaftskreisen auf die EU-Beschaffung und ihr Wunsch, die EU-Militärausgaben im Ganzen deutlich zu erhöhen, findet darin einen deutlichen Ausdruck.